# Nueva Derecha (Corea del Sur)

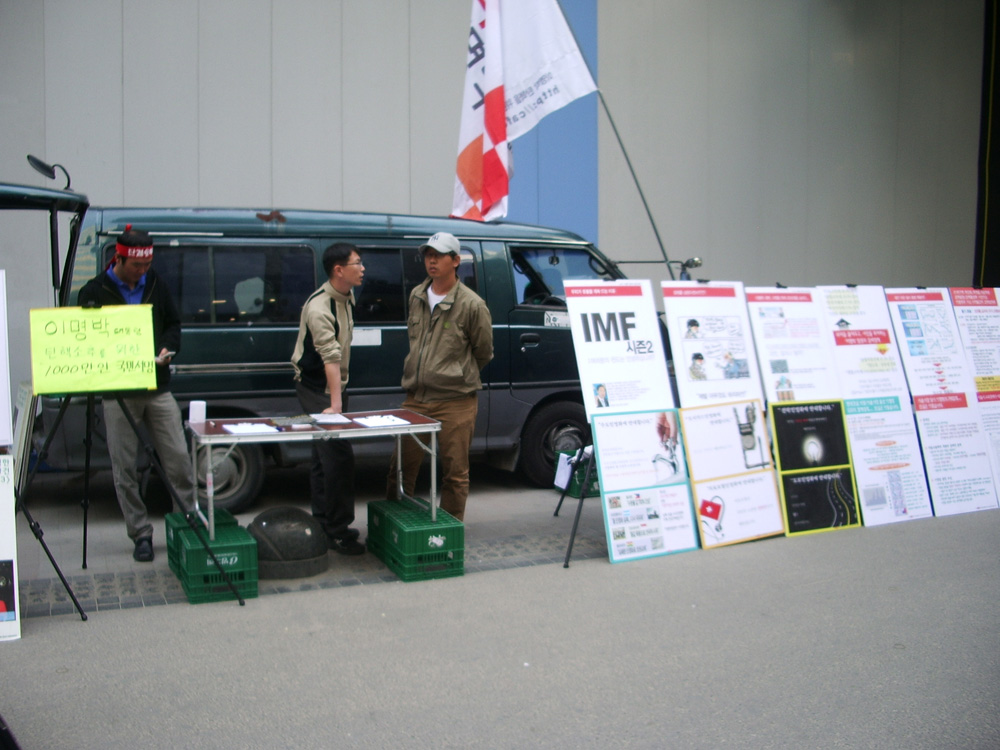
Partidarios de la Nueva Derecha se manifiestan contra Lee Myung-bak en Myeong-dong en 2008.

El movimiento Nueva Derecha (coreano: 뉴라이트; RR: nyulaiteu) en la política surcoreana surgió como una respuesta a la tradicional división entre conservadores y progresistas. Este movimiento se distanció de los conservadores tradicionales, que respaldaban la intervención estatal en la economía, y adoptó un enfoque más liberal en términos económicos. Además, muchas figuras de la Nueva Derecha se han hecho conocidas por criticar el sentimiento antijaponés en Corea del Sur. Los opositores han descrito a la Nueva Derecha como antiizquierdista, defensora de la dictadura militar, pro-sadaejuui, y de «identidad projaponesa».

## Historia
Antes de la era de la democratización, Corea del Sur estuvo gobernada casi ininterrumpidamente por dictaduras, como las de Park Chung Hee y Chun Doo-hwan. Estos regímenes se distinguían por un fuerte anticomunismo, autoritarismo y un capitalismo de Estado, lo que hizo que estos rasgos se asociaran con la vieja generación de conservadores en Corea. Tras la democratización en 1987, los conservadores ajustaron y modificaron sus posturas previas para enfrentar los avances del activismo de izquierda en la política surcoreana.
No obstante, los partidos conservadores tradicionales mantuvieron una asociación negativa con la corrupción del pasado para muchos, y durante la década de 1990 y principios de la década de 2000, el progresismo, con apoyo al liberalismo social y una actitud más suave hacia Corea del Norte, se volvió dominante en la política. Como respuesta a esto, surgieron grupos reformistas de derecha conocidos como la Nueva Derecha en la década de 2000, como una reacción al ascenso de estos progresistas, a quienes consideraban perjudiciales. Aunque compartían la oposición a las políticas económicas de izquierda y a la postura indulgente hacia Corea del Norte, estos grupos buscaron distanciarse de los pecados del conservadurismo antiguo, que veían como desactualizado. Se describían como «conservadores racionales», mostrándose más flexibles hacia Corea del Norte al reconocerla como un país independiente y abogar por la ayuda humanitaria a su población, mientras mantenían una postura anticomunista y apoyaban las políticas de libre mercado. También rechazaban el totalitarismo del pasado y defendían los derechos civiles y las libertades individuales, vinculándose más al liberalismo clásico.
Inicialmente, los grupos de la «Nueva Derecha» incluían a muchas figuras vinculadas al establishment conservador tradicional, lo que dificultó su diferenciación de los conservadores de la vieja escuela durante un tiempo. Esto se hizo evidente tras la victoria de Lee Myung-bak en las elecciones presidenciales de 2007, cuando su administración logró sustituir a muchos miembros progresistas de comités deliberativos y asesores del gobierno por miembros de organizaciones de la Nueva Derecha. La sucesora de Lee, Park Geun-hye (hija del dictador Park Chung Hee), mantuvo estrechas relaciones con estos grupos conservadores modernos, a pesar de que su administración mostró una postura antagónica hacia las manifestaciones antigubernamentales y las huelgas laborales.
A diferencia del movimiento moderado de la Nueva Derecha de la década de 2000, el movimiento se ha vuelto cada vez más extremista desde la década de 2010. Algunos académicos de la Nueva Derecha han sido criticados por apoyar una visión revisionista y de extrema derecha del Levantamiento de Gwangju.
Se estima que el movimiento projaponés de la Nueva Derecha influye, de manera directa o indirecta, en la política exterior del gobierno de Yoon Suk Yeol.

## Puntos de vista políticos
La visión de la Nueva Derecha sobre la historia coreana moderna y contemporánea es contraria a la perspectiva de los nacionalistas progresistas coreanos.Este movimiento está liderado por descendientes de aquellos que colaboraron con el imperialismo japonés y el estatismo shōwa (國家主義) durante el período en que Corea fue colonia de Japón.La Nueva Derecha se opone al nacionalismo étnico coreano (민족주의; 民族主義) y promueve un nacionalismo estatal basado en Corea del Sur (국가주의; 國家主義). Se posiciona en contra del etnonacionalismo antijaponés, evalúa positivamente la modernización impulsada por el gobierno colonial japonés y sostiene que Corea del Sur se fundó en 1948 con el establecimiento del gobierno oficial, no en 1919 con la creación del Gobierno Provisional. Esta postura ha sido criticada por minimizar la historia del movimiento independentista coreano.
Los académicos de la Nueva Derecha en Corea del Sur intentan fomentar un sentimiento proestadounidense (친미; 親美) y projaponés (친일; 親日) entre la población surcoreana. Estos nuevos derechistas mantienen una fuerte postura anticomunista hacia Corea del Norte y una percepción favorable de Japón, que es visto como un aliado de los Estados Unidos, debido a su arraigado sentimiento proestadounidense, el cual es más fuerte que el de los liberales o progresistas. Según expertos políticos en Corea del Sur, el movimiento de la Nueva Derecha está influenciado por el conservadurismo tradicional coreano, conocido como sadaejuui (사대주의), que implica una inclinación a favorecer a potencias externas como los Estados Unidos.

### Crítica
El movimiento Nueva Derecha ha sido objeto de críticas frecuentes por parte de diversos medios y expertos surcoreanos, quienes lo han calificado como «reaccionario» o «de extrema derecha».
Existe una controversia sobre si los académicos de la Nueva Derecha respaldan la visión colonialista del pueblo japonés.Estos académicos han sido socialmente criticados por aceptar el revisionismo histórico japonés en relación con los crímenes de guerra cometidos por Japón.Incluso Hong Joon-pyo, un conservador de línea dura, ha cuestionado la percepción histórica de la Nueva Derecha.Yuji Hosaka, un japonés no coreano naturalizado surcoreano, acusó a la Nueva Derecha de ser un nuevo Chinilpa en apoyo de la extrema derecha japonesa, alegando que simpatizan con la narrativa histórica promovida por Nippon Kaigi.Además, Lee Woo-yeon, coautor de Anti-Japan Tribalism, fue señalado por haber recibido financiamiento de un grupo de extrema derecha japonés, según un informe del Kyunghyang Shinmun.
Chin Jung-kwon, un comentarista político, expresó que «la política de extrema derecha japonesa es 'sádica' y la política de extrema derecha surcoreana es 'masoquista'». Según él, la «perspectiva histórica colonialista» representa un «sadomasoquismo político», en el que la extrema derecha japonesa y surcoreana actúan como «socios sexuales».

## Activismo

### Historiografía
Un aspecto notable de la Nueva Derecha es la reciente producción de estudios históricos por parte de académicos alineados con este movimiento, quienes buscan desafiar las opiniones tradicionales coreanas sobre la historia. Algunos de estos libros de gran éxito argumentan en contra de la visión abrumadoramente negativa del Japón imperial y cuestionan detalles específicos del debate sobre las mujeres de solaz. Además, algunos de estos autores sugieren que Japón desempeñó un papel en la modernización de Corea, tanto política como económicamente.

### Educación conservadora
Algunos políticos destacados de la «vieja derecha» como el PLC han mostrado puntos en común con los grupos de la Nueva Derecha, incluida Park Geun-hye, quien apoya la versión antinorcoreana de los libros de texto alternativos de historia coreana a través de una fundación llamada Text Book Forum. Durante el gobierno de Lee Myung-bak, el Ministerio de Educación, Ciencia y Tecnología intentó implementar la próxima versión de los libros de texto de historia coreana de la Nueva Derecha para su uso en las escuelas públicas.La presión ejercida por los grupos de la Nueva Derecha para utilizar sus libros de texto de historia de línea dura ha llevado a inconsistencias con los libros de texto de ética de línea moderada.

## Medios de comunicación
- Espíritu de la Época Trimestral (계간 시대정신)
- Nuevo Diario (뉴데일리)

## Organizaciones
- Unión Nacional de Nueva Derecha (전국 신우파 연합)
- Espíritu de la Época (시대정신)

## Miembros
- An Byeong-jik
- Cho Jun-hyuk
- Hong Jin-pyo (홍진표)
- Lee Young-hoon
- Lee Woo-yeon (이우연)
- Park Yu-ha[27]
- Shin Ji-ho
- Yoon Suk Yeol[6][7][8]